# IC 1407/2
IC 1407/2 је галаксија у сазвијежђу Пегаз која се налази на листи објеката дубоког неба у Индекс каталогу.
Деклинација објекта је + 3° 25' 43" а ректасцензија 21h 52m 22,6s. Привидна величина (магнитуда) објекта IC 1407 износи 16,6 а фотографска магнитуда 17,6. IC 14072 је још познат и под ознакама CGCG 376-48, 2ZW 152.